# Campionat del Món de motociclisme de 2009
La temporada de 2009 del Campionat del món de motociclisme fou la 61a edició d'aquest campionat, organitzat per la FIM. Per tal de reduir els costos del campionat, en plena Gran Recessió del 2008, es van reduir les sessions de pràctiques de divendres i les sessions d'entrenaments, es va prohibir la suspensió electrònica, es van estrenar els frens de carboni i es va allargar la vida dels motors. La categoria de MotoGP va tenir un únic fabricant de pneumàtics (Bridgestone) i no es van poder fer servir pneumàtics de qualificació.

## Resum de la temporada

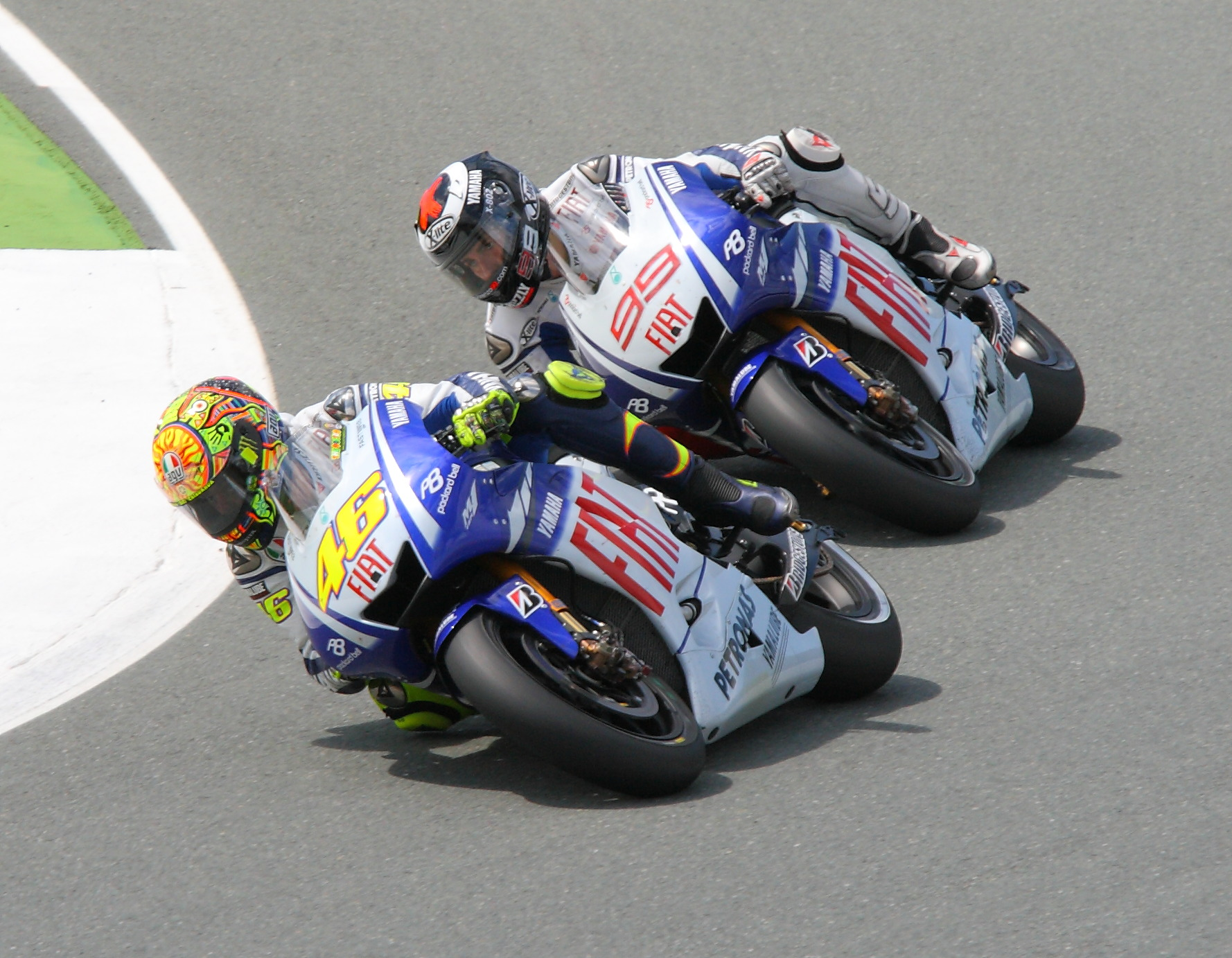
Rossi davant de Lorenzo a Sachsenring

Valentino Rossi va guanyar el seu sisè i últim títol de MotoGP, el setè a la categoria reina i el novè en total de la seva carrera, després de superar el seu company d'equip Jorge Lorenzo en una batalla que va durar tota la temporada. Els nou títols de Rossi el situen en tercer lloc al rànquing de campions, superat només per Giacomo Agostini amb quinze i Ángel Nieto amb tretze.
El campionat de MotoGP va estar marcat pel domini del duet de Yamaha, Rossi i Lorenzo, amb victòries ocasionals per a Dani Pedrosa i Casey Stoner. El campió del 2007, Stoner, va guanyar la primera cursa a Qatar, així com una de plujosa a Itàlia, i va obtenir un bon avantatge al capdavant del campionat després de sis rondes. El maneig inestable de la Ducati, però, així com els problemes de salut de Stoner que li van causar fatiga, el van fer abandonar la lluita pel títol a mitjan temporada, mentre que Pedrosa i Lorenzo van patir més caigudes que Rossi, que va acumulant un avantatge considerable i va guanyar còmodament el títol.
En l'últim campionat de 250cc de la història (la categoria es va substituir per la nova classe de Moto2 el 2010), Hiroshi Aoyama va esdevenir el tercer japonès a guanyar aquest títol després de Tetsuya Harada i Daijiro Kato. En la classe de 125cc, Julián Simón va guanyar el títol després d'aconseguir set victòries durant la temporada.

## Campions del món
Pilots
| 125cc        | 250cc          | MotoGP          |
| ------------ | -------------- | --------------- |
| Julián Simón | Hiroshi Aoyama | Valentino Rossi |

Constructors
| 125cc   | 250cc   | MotoGP |
| ------- | ------- | ------ |
| Aprilia | Aprilia | Yamaha |

Equips
| MotoGP           |
| ---------------- |
| Fiat Yamaha Team |

## Grans Premis

### Sistema de puntuació
Barem de puntuació de 1993 ençà:
| Posició | 1  | 2  | 3  | 4  | 5  | 6  | 7 | 8 | 9 | 10 | 11 | 12 | 13 | 14 | 15 |
| Punts   | 25 | 20 | 16 | 13 | 11 | 10 | 9 | 8 | 7 | 6  | 5  | 4  | 3  | 2  | 1  |

### Calendari
El calendari de la temporada 2009 es va publicar el 24 d'octubre del 2008. S'havia previst un Gran Premi d'Hongria el 20 de setembre del 2009, però els organitzadors del GP van demanar-ne l'ajornament fins al 2010 perquè la construcció del circuit de Balatonring s'havia endarrerit.
| Cursa | Data          | Gran Premi                            | Circuit        |
| ----- | ------------- | ------------------------------------- | -------------- |
| 1     | 12 d'abril    | Gran Premi de Qatar ‡                 | Losail         |
| 2     | 26 d'abril    | Gran Premi del Japó                   | Motegi         |
| 3     | 3 de maig     | Gran Premi d'Espanya                  | Jerez          |
| 4     | 17 de maig    | Gran Premi de França                  | Le Mans        |
| 5     | 31 de maig    | Gran Premi d'Itàlia                   | Mugello        |
| 6     | 14 de juny    | Gran Premi de Catalunya               | Catalunya      |
| 7     | 27 de juny †† | Dutch TT                              | Assen          |
| 8     | 5 de juliol   | Gran Premi dels Estats Units †        | Laguna Seca    |
| 9     | 19 de juliol  | Gran Premi d'Alemanya                 | Sachsenring    |
| 10    | 26 de juliol  | Gran Premi de Gran Bretanya           | Donington Park |
| 11    | 16 d'agost    | Gran Premi de la República Txeca      | Brno           |
| 12    | 30 d'agost    | Gran Premi d'Indianapolis             | Indianapolis   |
| 13    | 6 de setembre | Gran Premi de San Marino              | Misano         |
| 14    | 4 d'octubre   | Gran Premi de Portugal                | Estoril        |
| 15    | 18 d'octubre  | Gran Premi d'Austràlia                | Phillip Island |
| 16    | 25 d'octubre  | Gran Premi de Malàisia                | Sepang         |
| 17    | 8 de novembre | Gran Premi de la Comunitat Valenciana | València       |

‡ = Cursa nocturna
†† = Cursa en dissabte
† = Només cursa de MotoGP

### Guanyadors
| Cursa | Gran Premi                            | 125cc          | 250cc            | MotoGP           | Resultats |
| ----- | ------------------------------------- | -------------- | ---------------- | ---------------- | --------- |
| 1     | Gran Premi de Qatar                   | Andrea Iannone | Héctor Barberá   | Casey Stoner     | Resultats |
| 2     | Gran Premi del Japó                   | Andrea Iannone | Álvaro Bautista  | Jorge Lorenzo    | Resultats |
| 3     | Gran Premi d'Espanya                  | Bradley Smith  | Hiroshi Aoyama   | Valentino Rossi  | Resultats |
| 4     | Gran Premi de França                  | Julián Simón   | Marco Simoncelli | Jorge Lorenzo    | Resultats |
| 5     | Gran Premi d'Itàlia                   | Bradley Smith  | Mattia Pasini    | Casey Stoner     | Resultats |
| 6     | Gran Premi de Catalunya               | Andrea Iannone | Álvaro Bautista  | Valentino Rossi  | Resultats |
| 7     | Dutch TT                              | Sergio Gadea   | Hiroshi Aoyama   | Valentino Rossi  | Resultats |
| 8     | Gran Premi dels Estats Units          | -              | -                | Dani Pedrosa     | Resultats |
| 9     | Gran Premi d'Alemanya                 | Julián Simón   | Marco Simoncelli | Valentino Rossi  | Resultats |
| 10    | Gran Premi de Gran Bretanya           | Julián Simón   | Hiroshi Aoyama   | Andrea Dovizioso | Resultats |
| 11    | Gran Premi de la República Txeca      | Nicolás Terol  | Marco Simoncelli | Valentino Rossi  | Resultats |
| 12    | Gran Premi d'Indianapolis             | Pol Espargaró  | Marco Simoncelli | Jorge Lorenzo    | Resultats |
| 13    | Gran Premi de San Marino              | Julián Simón   | Héctor Barberá   | Valentino Rossi  | Resultats |
| 14    | Gran Premi de Portugal                | Pol Espargaró  | Marco Simoncelli | Jorge Lorenzo    | Resultats |
| 15    | Gran Premi d'Austràlia                | Julián Simón   | Marco Simoncelli | Casey Stoner     | Resultats |
| 16    | Gran Premi de Malàisia                | Julián Simón   | Hiroshi Aoyama   | Casey Stoner     | Resultats |
| 17    | Gran Premi de la Comunitat Valenciana | Julián Simón   | Héctor Barberá   | Dani Pedrosa     | Resultats |

## Galeria

Campions del món 2009
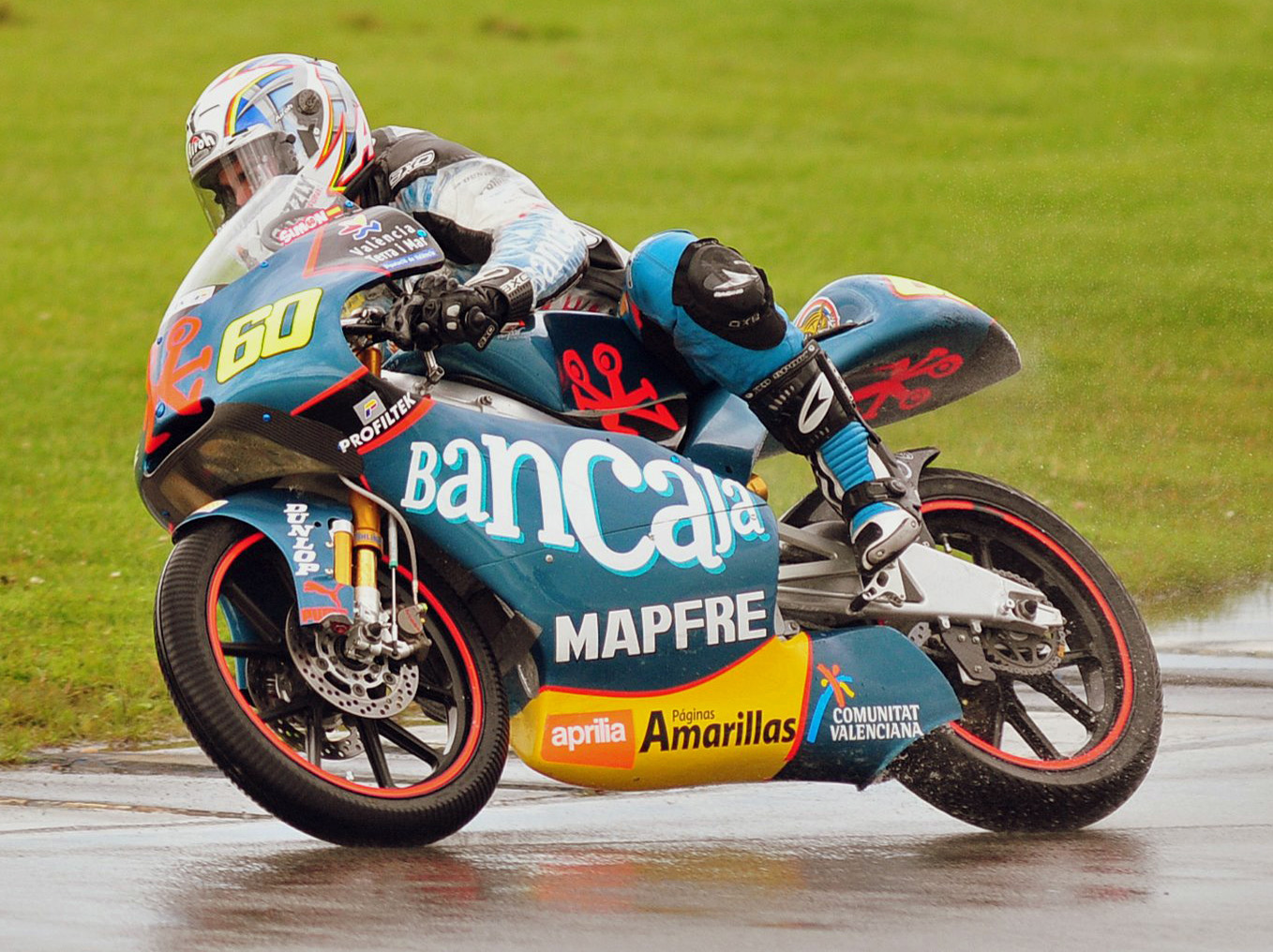
Julián Simón, 125cc
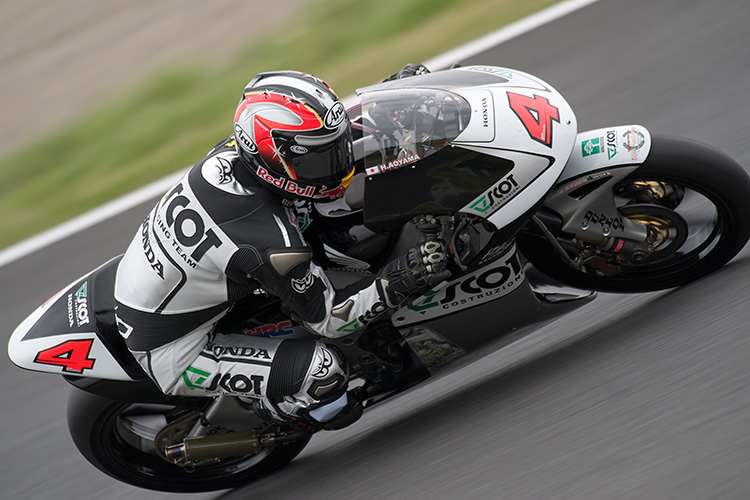
Hiroshi Aoyama, 250cc
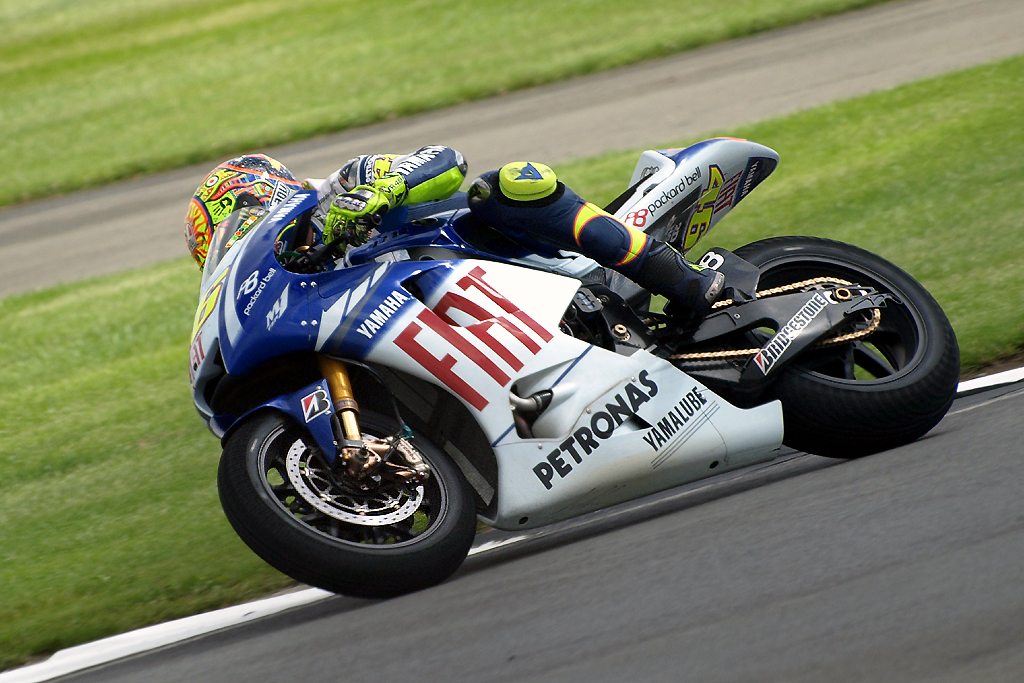
Valentino Rossi, MotoGP

## Debutant de l'any
El Debutant de l'Any de MotoGP del 2009 fou el finlandès Mika Kallio.

## Classificació dels pilots

### MotoGP
(Llegenda) (En negreta - Pole; En cursiva - Volta ràpida)
- Les rondes marcades en blau es van córrer sobre pista mullada o van ser aturades per la pluja.
- Els pilots marcats en blau optaven al premi Debutant de l'any.